# César Pérez Vivas
César Alejandro Pérez Vivas (La Grita, Táchira, 24 de abril de 1957) es un abogado, político y profesor universitario venezolano. Líder del partido Demócrata Cristiano COPEI, diputado al Congreso Nacional entre 1988 y 1999 y de la Asamblea Nacional entre 2000 y 2005, y gobernador de Táchira desde 2008 hasta 2012.

## Carrera política
En noviembre de 2002, Pérez Vivas fue electo para el período 2002-2006 y en comicios universales y directos, como secretario general nacional del Partido Demócrata Cristiano, COPEI.[cita requerida]

### Período parlamentario
Entre 1984 y 1989, fue elegido como diputado a la Asamblea Legislativa del Táchira. Desde 1989 hasta el 1999 fue electo tres veces diputado al Congreso de la República. En 2000 fue electo de nuevo como diputado a la Asamblea Nacional de Venezuela, período que culminó en enero de 2005.[cita requerida]
Pérez Vivas fue un político crítico del gobierno de Hugo Chávez. En su último período como diputado ejerció oposición al gobierno y llegó a recibir agresiones físicas por parte de oficialistas.

### Gobernador del Táchira
Luego de firmar un acuerdo de unidad suscrito por la oposición en enero de 2008, postuló su nombre a unas elecciones primarias realizadas de forma exclusiva en el Táchira, hechas por los factores políticos adversos al presidente Hugo Chávez, a fin de escoger el candidato a disputarse la gobernación del estado. El 28 de septiembre se llevaron a cabo los comicios, resultando vencedor con casi 45% de la votación.
El 23 de noviembre de 2008 con el apoyo de 27 partidos y organizaciones políticas, Pérez Vivas resultó vencedor en las Elecciones Regionales con el 49,46% de los votos para la gobernación del estado, derrotando por poco más de un punto porcentual al candidato oficialista del Partido Socialista Unido de Venezuela, Leonardo Salcedo. El 7 de enero de 2009 se realizó la juramentación de Pérez Vivas con la presencia del gobernador saliente del oficialismo, Ronald Blanco La Cruz. En 2015 fue inhabilitado por siete años por la Contraloría del Táchira, debido a presuntos actos de corrupción durante su gestión.

## Vida posterior a la gobernación

### Campaña de referéndum revocatorio
Pérez Vivas fue el líder del Movimiento por el Referendo Revocatorio (MOVER), que junto a dos organizaciones civiles más, propuso activar ese mecanismo constitucional para revocar a Nicolás Maduro, iniciativa que fue obstruida por el Consejo Nacional Electoral (CNE) con medidas que dificultaban su desarrollo e implementación.

### Campaña para las primarias de 2024
Desde enero de 2013, ha mantenido su presencia en el territorio nacional, resistiendo el hostigamiento al cual ha sido sometido por el actual régimen político del país. Luego de recorrer Venezuela a través de una Concertación ciudadana, el 12 de agosto de 2022, Pérez Vivas anunció desde San Cristóbal, estado Táchira, su candidatura a las primarias para luego seguir la ruta hacia la presidencia del país en las elecciones de 2024. «El gran anuncio nacional» se llamó el acto de su postulación, que contó con el apoyo de diversos sectores y comunidades del Táchira que lo acompañaron en el Teatro de la Casa Sindical de San Cristóbal. En su propuesta de Estado Democrático, César Pérez Vivas plantea cambiar el período presidencial a cinco años sin reelección, la doble vuelta presidencial e instalar un Congreso bicameral.

## Historial electoral
| \| Gobernador de Táchira \| Gobernador de Táchira \| Gobernador de Táchira \| Gobernador de Táchira \| Gobernador de Táchira \| \| --------------------- \| --------------------- \| --------------------- \| --------------------- \| --------------------- \| \| Candidato \| Candidato \| \| Votos (%) \| Votos (%) \| \| César Pérez Vivas \| César Pérez Vivas \| \| 49.46 \| 49.46 \| \| Leonardo Alí Salcedo \| Leonardo Alí Salcedo \| \| 48.12 \| 48.12 \| |                      |  |           |           |
| Gobernador de Táchira |                      |  |           |           |
| Candidato | Candidato            |  | Votos (%) | Votos (%) |
| César Pérez Vivas | César Pérez Vivas    |  | 49.46     | 49.46     |
| Leonardo Alí Salcedo | Leonardo Alí Salcedo |  | 48.12     | 48.12     |